# Franse tarot

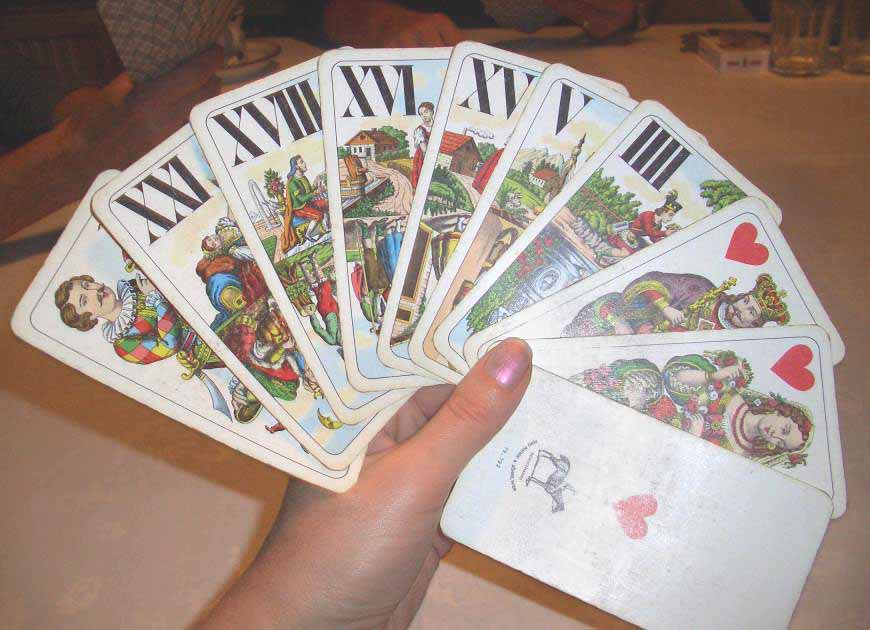
Tarotkaarten

Franse tarot is een kaartspel dat wordt gespeeld met een spel van 78 kaarten. Met name in Frankrijk en Italië is dit spel populair. Hoewel het mogelijk is om met de klassieke tarotkaarten - die ook voor waarzeggerij worden gebruikt - te spelen, is het gebruikelijker om met een beter aangepast set te spelen: de "Tarot Nouveau" of "Bourgeois Tarot". De afbeeldingen op dit soort spellen verschillen grondig van de esoterische tarots zoals de Tarot van Marseille.
Het tarotspel kent tussen de vrouw en de boer nog een kaart, de ruiter. Verder zijn er 21 extra kaarten toegevoegd, de troefkaarten genummerd 1 tot 21. Ten slotte is er nog de Excuse, een ongenummerde kaart met de afbeelding van een dwaas.

## Geschiedenis
Het tarotspel is in de 14e eeuw ontstaan in Noord-Italië, door aan het reeds bestaande kaartspel vier extra hofkaarten en 22 troefkaarten ('triomfi' of 'atouts') toe te voegen. Pas nadat in 1781 Antoine Court de Gébelin in zijn boek Le Monde Primitif beweerde dat tarotkaarten "geheimen van de Egyptenaren" zouden bevatten, begon men tarotkaarten te gebruiken voor het voorspellen van de toekomst.

## Spelregels
Franse tarot wordt doorgaans met vier kaarters gespeeld, hoewel het ook met drie of vijf spelers kan. Het is een slagenspel zoals Klaverjas of bridge. De troef 1, 21 en de Excuse spelen een bijzondere rol en worden oudlers of bouts genoemd. Van de oudlers zijn 21 en Excuse veilige kaarten omdat zij altijd baas zijn in een slag. De troef 1, de petit is niet veilig omdat hij in een slag naar de tegenpartij verloren kan gaan. Net als bij klaverjas worden slagen gespeeld en na afloop van het spel punten geteld. Afhankelijk van hoeveel oudlers men aan het eind heeft, geldt er een andere grens voor wat bij klaverjas 'nat' heet.
Het spel begint met een biedronde, waarin men 'petit' (of ook wel 'Prise' genoemd), 'Pouce' 'Garde' en 'Chelem' kan bieden. Garde kan ook nog 'sans le chien' en 'contre le chien' zijn. De chien is het stapeltje van zes kaarten dat overblijft na het delen. Degene die speelt mag de chien oppakken en uitwisselen met zijn eigen kaart. De punten van de kaarten in de chien tellen voor degene die speelt. Bij sans le chien pakt de speler de chien niet op, bij contre chien tellen de punten in de chien voor de tegenpartij.

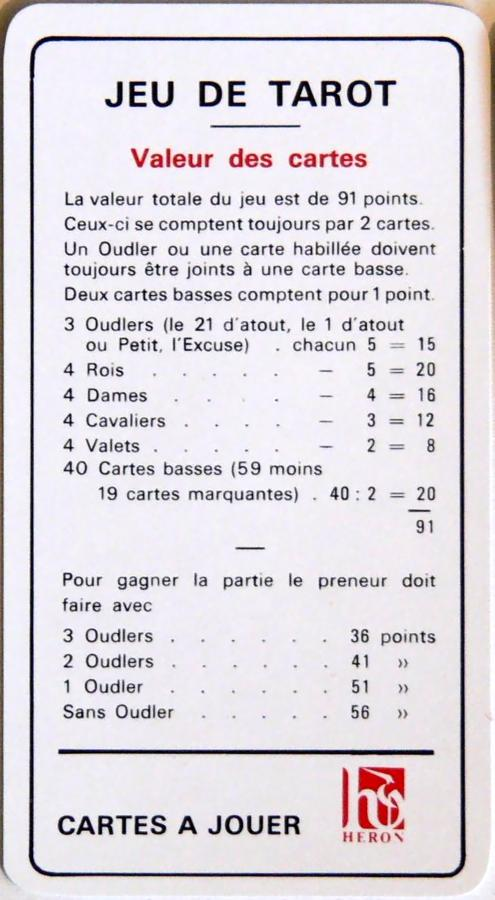
Franse tarot: waarde van de kaarten

## Puntentelling
Het aantal punten dat een speler moet halen, wordt bepaald door het aantal oudlers dat hij op het einde van het spel heeft behaald.
Heeft hij er 0, dan moet hij in totaal 56 punten behalen.
Heeft hij er 1, dan moet hij in totaal 51 punten behalen.
Heeft hij er 2, dan moet hij in totaal 41 punten behalen.
Heeft hij er 3, dan moet hij in totaal 36 punten behalen.
De nummerkaarten en troeven 2 t/m 20 tellen voor een half punt, de boer is 1,5 punten waard, de ruiter telt voor 2,5 punten. De vrouw levert 3,5 punten op en de koning ten slotte 4,5 punten. De oudlers tellen, net als de koning, voor 4,5 punten. Overigens is het gebruikelijk kaarten met twee tegelijk te tellen zodat men niet met halve punten hoeft te rekenen.